# Martin Larsen (forfatter)
 For alternative betydninger, se Martin Larsen. (Se også artikler, som begynder med Martin Larsen)
Martin Larsen (født 8. december 1969, død 2. december 2022) var en dansk oversætter, redaktør, kritiker og forfatter, uddannet fra Forfatterskolen i 1997. Han var fast skribent på LitLive og redaktør på forlaget Basilisk.
Han debuterede 1997 med en diskette under titlen Tabula Rasa. Svanesøsonetterne udfordrer også den traditionelle form. Læseren får ikke en bog, men en kasse med krøllede lapper papir i. Lapperne indeholder hver især et digt. Tanken er, at man kan trække sig en tekst, glatte ud, læse digtet og krølle lappen sammen igen.
Martin Larsen spillede på Forfatterlandsholdet. Han modtog Klaus Rifbjergs debutantpris for lyrik i 2002.

## Bogudgivelser
- Det stof alting er gjort af, Gyldendal, 2001 (Digte)
- Oder, Basilisk, 2002 (Digte)
- Forudsætninger, 2003 (sammen med Peter Højrup)
- Svanesøsonetterne, 2004, Basilisk
- Monogrammer, 2008, Basilisk
- Hvis jeg var kunstner, Gyldendal, 2010
- Parasitsonetterne, Gyldendal, 2017
- Kronos' drømme, Gyldendal, 2023

## Eksterne link
- Forfatterens blog
- Martin Larsen på Forfatterweb.dk